# Christina Von Eerie
Christina Maria Kardooni (28 de agosto de 1989) es una luchadora profesional estadounidense, más conocida por su nombre en el ring "Christina Von Eerie". Actualmente compite en el circuito independiente y también es conocido por trabajar para Total Nonstop Action Wrestling (TNA) quién luchó como Toxxin, Pro Wrestling Guerrilla y Asistencia Asesoría y Administración, donde fue un antiguo Campeóna mixta en parejas de la AAA con Alex Koslov.

## Carrera como luchador profesional

### Inicios de su carrera (2006-2009)
Después de recibir su formación en la Suprema Pro Wrestling Capacitación de la Academia en su ciudad natal de Sacramento,Von Eerie hizo su debut en la lucha libre profesional en 2006 y comenzó a trabajar para varias promociones de lucha libre profesional como Pro Wrestling Revolution (PWR), Insane Wrestling League (IWL), Xtreme Pro Wrestling (XPW) y Alternative Wrestling Show (AWS), donde consiguió el Campeonato Femenino de la promoción en dos ocasiones distintas.

### Pro Wrestling Guerrilla (2009-2010)
Von Eerie hizo su debut en la Southern California basado en Pro Wrestling Guerrilla (GTP) el 4 de septiembre de 2009, enSin FronterasGuerre, en un partido, donde fue derrotada por Candice LeRae. Ella regresó a la promoción el 30 de enero de 2010, en Kurt Russellreunion , donde ella compitió en un fósforo del equipo de ocho personas de etiquetas, donde, Ryan Taylor y los hermanos Cutler (Brandon y Dustin) derrotó a Candice LeRae, Robinson Jerónimo, Goodtime Johnny y Malaquías Jackson En el siguiente evento el 27 de febrero, Von misterioso y los hermanos Cutler se derrotado en un partido de equipo de seis personas por etiqueta Brandon Bonham, LeRae Candice y Joey Ryan. Después de haber trabajado sus primeros tres partidos en el PWG como heel Von Eerie resultó face por su cuarto partido el 10 de abril, cuando fue derrotado por Joey Ryan en un partido intergenéricas Von Eerie volvió a la promoción el 11 de junio, siendo derrotado por LeRae individuales en un partido por segunda vez en su carrera PWG

### Asistencia Asesoría y Administración (2010)

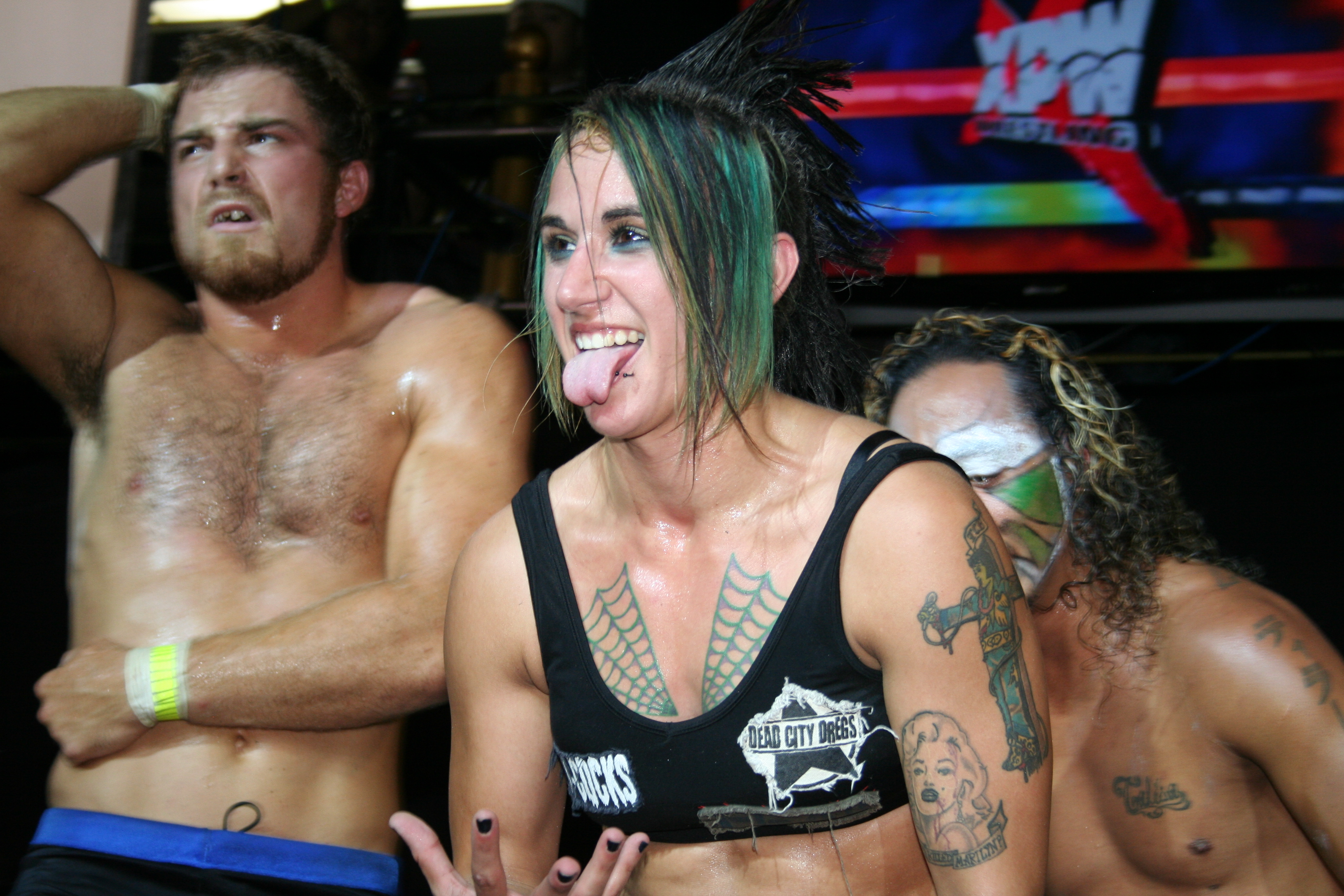
Von Eerie en agosto de 2009

El 5 de marzo de 2010, Eerie Von hizo su debut en mexicano promoción de lucha libre profesional Asistencia Asesoría y Administración (AAA), como miembro de la malvada Alianza. La Legión Extranjera(la Legión Extranjera)
En su primer partido en la promoción, Von Eerie y Sexy Star derrotaron a Faby Apache y Mari Apache, El 12 de marzo, en el Rey de Reyes , Von Eerie, Sexy Star y Lluvia fueron derrotados por las apaches y Cynthia Moreno en un partido de seis
Después de pasar tres meses fuera de AAA, Eerie regresó como titular el 20 de junio, en sustitución de la lluvia como la tercera mujer en La Legión Extranjera y entrar en una  enemistad con el Apache hermanas, durante la cual regularmente se asoció con su estrella compañeros Sexy estable y Jennifer Hoja
El 2 de julio Von misterioso y su Legión establo Alex Koslov derrotó a Faby Apache y Aero Star ganar el AAA Campeonato Mundial por equipos mixtos
Esto comenzó una historia donde Koslov se enamoró de Eerie sin embargo no comparte sus emociones El 29 de julio Von Eeria y Blade derrotaron a los apaches en una Strap Match leñador
El 14 de agosto en Verano de EscandaloEerie Von, Koslov y Sexy Star se enfrentan los apaches y Star Aero en un partido, donde ambos Von misterioso y el Campeonato Mundial Mixto Koslov de Tag Team y Star Sexy Reina de Reinas Campeonato fueron en la línea. El partido terminó con Mari Apache Estrella depositadas sexy, lo que significaba que ella perdió su título, mientras que Von misterioso y Koslov ellos mantienen. En el evento principal siguiente,Héroes Inmortales IVel 1 de octubre, Eerie Von Koslov y perdió el Mundial por equipos mixtos del Campeonato de Faby Apache y su nueva compañera equipo de la etiqueta Pimpinela Escarlata, en el aspecto final Koslov para AAA antes de partir hacia World Wrestling Entertainment .

### Otras promociones (2010-presente)
El 27 de marzo de 2010, Von Eerie hizo una aparición de una sola vez para Dragon Gate EE.UU., acompañando a Jon Moxley al ring en las grabaciones de la Mercury Rising pay-per-view en Phoenix, Arizona. Durante Moxley de duro partido con Tommy Dreamer, Von Eerie entró en el ring y golpeó Dreamer, quien procedió a darle un Martillo.
El 25 de agosto de 2010, Eerie Von participó en la primeraNWA Championship Wrestling de Hollywood, grabaciones e hizo su debut en el cuarto episodio, que se emitió el 22 de octubre, derrotando a Lizzy Valentine.
El 2 de marzo de 2011,. Chicago, Illinois basado en la promoción de la todo-hembra Shimmer mujeres atletas anunció que Eerie Von haría su debut en la promoción en el 26 de marzo y 27 grabaciones.
En su partido de debut brillo el 26 de marzo en el volumen, 37, Von Eerie derrotó a Sara Del Rey a través de countout
Más tarde, ese mismo día en Volumen 38, Del Rey derrotó a Von Eerie en una revancha. Al día siguiente en el volumen, 39, Von Eerie fue derrotada por Mercedes Martínez.
Von Eerie volvió a brillar el 1 de octubre en el volumen, 41, la pérdida de Porristas Melissa
El siguiente día en el volumen, 44, Eerie Von asociado con Allison Peligro, Leva Bates y MsChif para derrotar a Serrucho, Melanie Cruise, Mena y Libra Ella Nay Nay en un partido de equipo de mujer con ocho etiqueta

### Total Nonstop Action Wrestling (2010-2011)

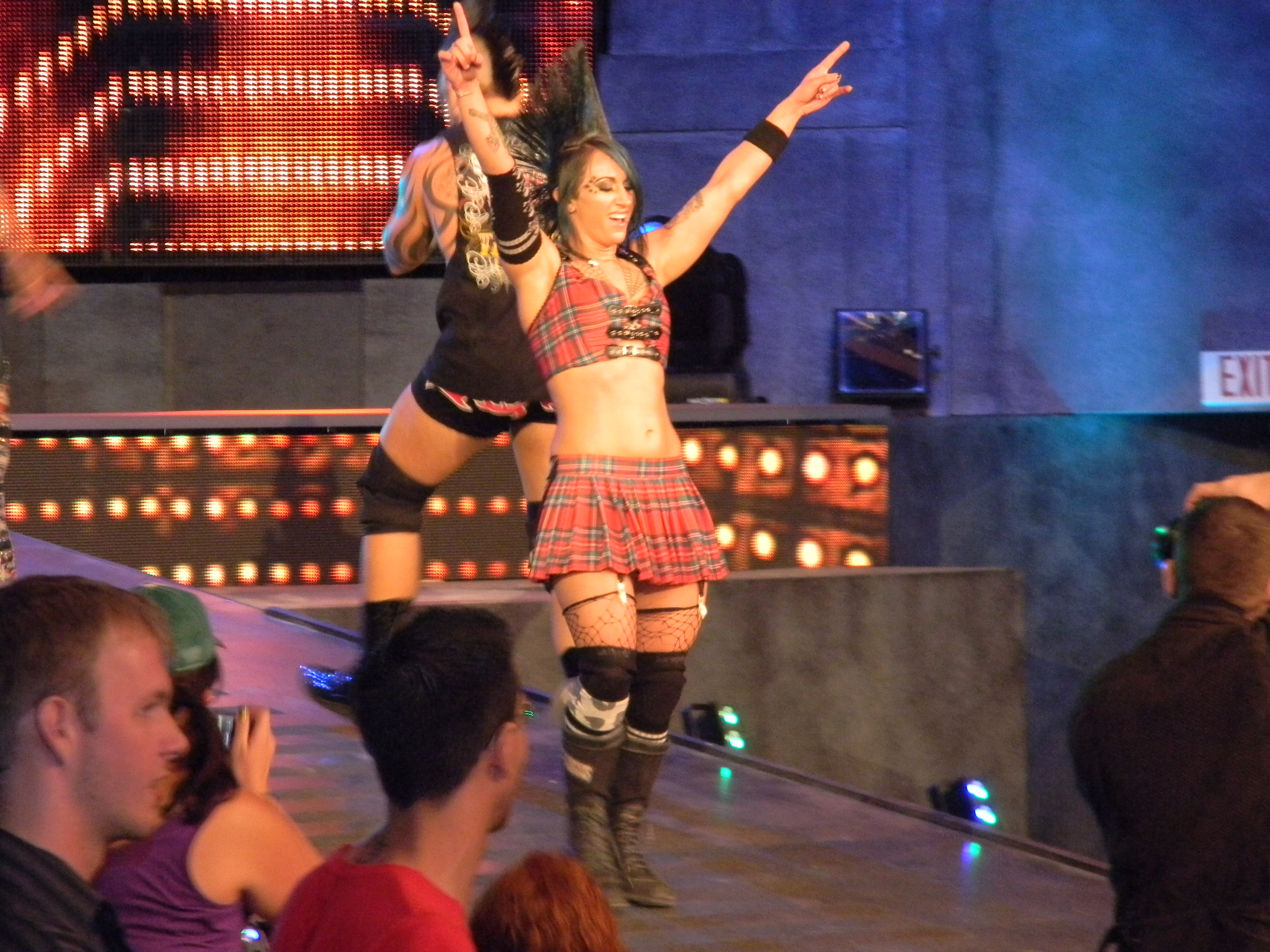
Von Eerie en una grabación de TNA Impact !

A través de su trabajo en México de la AAA, Eerie Von recibió un partido de prueba con Orlando, Florida basado en Total Nonstop Action Wrestling (TNA), que tiene un acuerdo de trabajo con la promoción de México.
El 23 de agosto de 2010, en las grabaciones deTNA Impacto !, Eerie asociada con Shannon Moore en una dark match, donde derrotó a Cookie y Okada Poco después se informó de que había firmado un contrato con la promoción. Antes de su inicio con la promoción, Eerie Von sometió a un entrenamiento más bajo Brother Devon y Brother Ray. en el Team 3D Academia de Lucha Libre Profesional y Deportes Entretenimiento.
Kardooni hizo su debut el 22 de septiembre apareciendo como una artista del tatuaje en un salón, donde Jesse Neal y Shannon Moore, del equipo Ink Inc. atacó a los TNA Mundial Tag Team Champions Anarquía y Hernández del equipo Mexican América, de vuelta a codazos . Anarquía, después de ser agarrado por él
En el 13 de octubre edición de Lucha LibreImpact , Kardooni se alineó con Ink Inc., ayudándoles a limpiar el ring sacando a Mexican America, cuando Anarquía,Hernández, Rosita y Sarita intervinieron en otra pelea entre los dos equipos .
El 16 de octubre , durante Bound for Glory Preshow, Kardooni, que ahora trabaja como Toxxin, acompañó a Moore y Neal por primera ve cuando pelearon sin éxito contra Mexican América por el Campeonato de TNA World Tag Team. En el mes de noviembre, en Turning Point, fue derrotado por Mexican America en un combate por el Campeonato Mundial en Parejas de la TNA. Tras la salida de la empresa de Jesse Neal, el perfil de Toxxin fue borrado, saliendo así de TNA.

## Campeonatos y logros
- Espectáculo de lucha libre alternativo
  - Campeonato de AWS de la Mujer (2 veces)
- Asistencia Asesoría y Administración 
  - Campeonato Mundial en Parejas Mixto de AAA (1 vez) – con Alex Koslov
- Global Force Wrestling
  - GFW Women's Championship
- Pro Wrestling Illustrated 
  - PWI clasificado su #29de las 50 mejores luchadores individuales femeninos en el PWI Mujer 50 en 2011.